# Warren Steinley
Warren Steinley est un homme politique canadien. Il est actuellement député à la Chambre des communes du Canada depuis 2019 pour la circonscription de Regina—Lewvan sous la bannière du Parti conservateur du Canada. Avant le fédéral, il fut élu à l'Assemblée législative de la Saskatchewan lors de l'élection provinciale de 2011 sous la bannière du Parti saskatchewanais ; il représente la circonscription électorale de Regina-Walsh Acres.